# Distretto di El Bordj
Il distretto di El Bordj è un distretto della Provincia di Mascara, in Algeria.

## Comuni
Il distretto di El Bordj comprende 3 comuni:
- El Bordj
- Khalouia
- El Menaouer